# Menelao
Menelao (in greco antico: Μενέλαος?, Menèlāos; in latino Menelāus) è un personaggio della mitologia greca, figlio di Atreo e di Erope e fratello minore di Agamennone. È il re di Sparta e marito di Elena, che Paride portò a Troia, causando la spedizione greca contro la città. Nei testi omerici l'epiteto che lo accompagna è biondo, il che ne fa un personaggio di grande bellezza: Menelao costituisce un tipico esempio di kalokagathia, essendo anche molto valoroso in guerra.
Fu uno dei più forti eroi greci della guerra di Troia, sebbene non quanto il fratello Agamennone, ma si distinse in numerose azioni valorose. La figura di Menelao si sviluppa principalmente nell'Iliade di Omero, ma il suo personaggio è conosciuto anche in numerosi testi secondari, soprattutto nelle tragedie.

## Il mito

### Origini

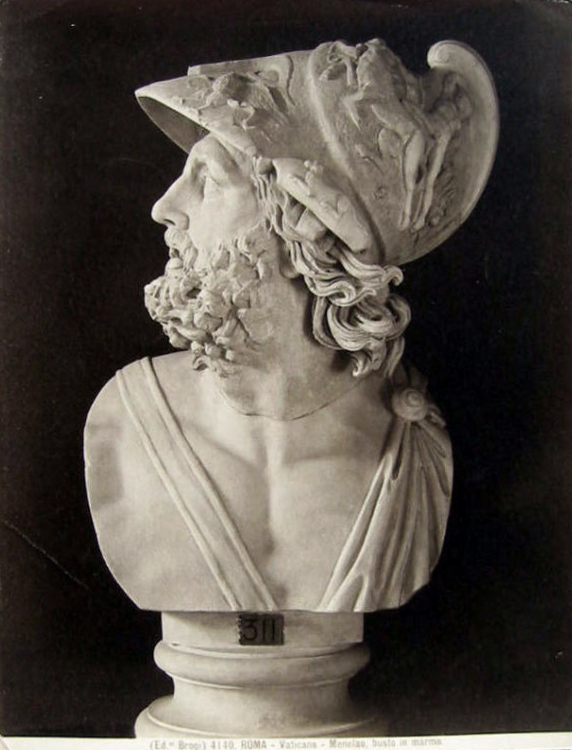
Busto in marmo di Menelao, di Giacomo Brogi

Secondo la versione più comune, ovvero quella che è riportata dall'Iliade, Menelao era figlio di Atreo e apparteneva alla stirpe di Pelope. Sua madre era invece Erope, figlia del re cretese Catreo. Un giorno Erope fu sorpresa dal padre mentre condivideva il suo letto con un amante, uno schiavo; sdegnato, Catreo ordinò che venisse gettata in un fiume, per essere da pasto ai pesci, ma su intercessione di Nauplio, il re decise di commutare la pena in schiavitù, stabilendo di venderla come schiava proprio a Nauplio, insieme alla sorella Climene, che sospettava tramasse contro di lui come gli era già stato vaticinato da un oracolo.
Il viaggiatore Nauplio condusse le due fanciulle ad Argo, dove ciascuna di loro fu presa in moglie. Mentre Climene sposava Nauplio stesso, Erope sposò invece Atreo, il re di Argo, da cui ebbe i due figli Agamennone e Menelao, e anche una figlia, Anassibia. Secondo una diversa leggenda, Erope sposò il figlio di Atreo, Plistene, e da lui nacquero i due fratelli Atridi.
Menelao fu scacciato dalla paterna signoria di Micene dallo zio Tieste e da suo figlio Egisto che ne avevano ucciso il padre, e si rifugiò, col fratello, presso il re di Sparta Tindaro, le cui due figlie, Clitemnestra e la bellissima Elena, sposarono rispettivamente Agamennone e Menelao. Alla morte di Tindaro, suo suocero, Menelao ricevette in eredità il trono di Lacedemone.

### La guerra di Troia

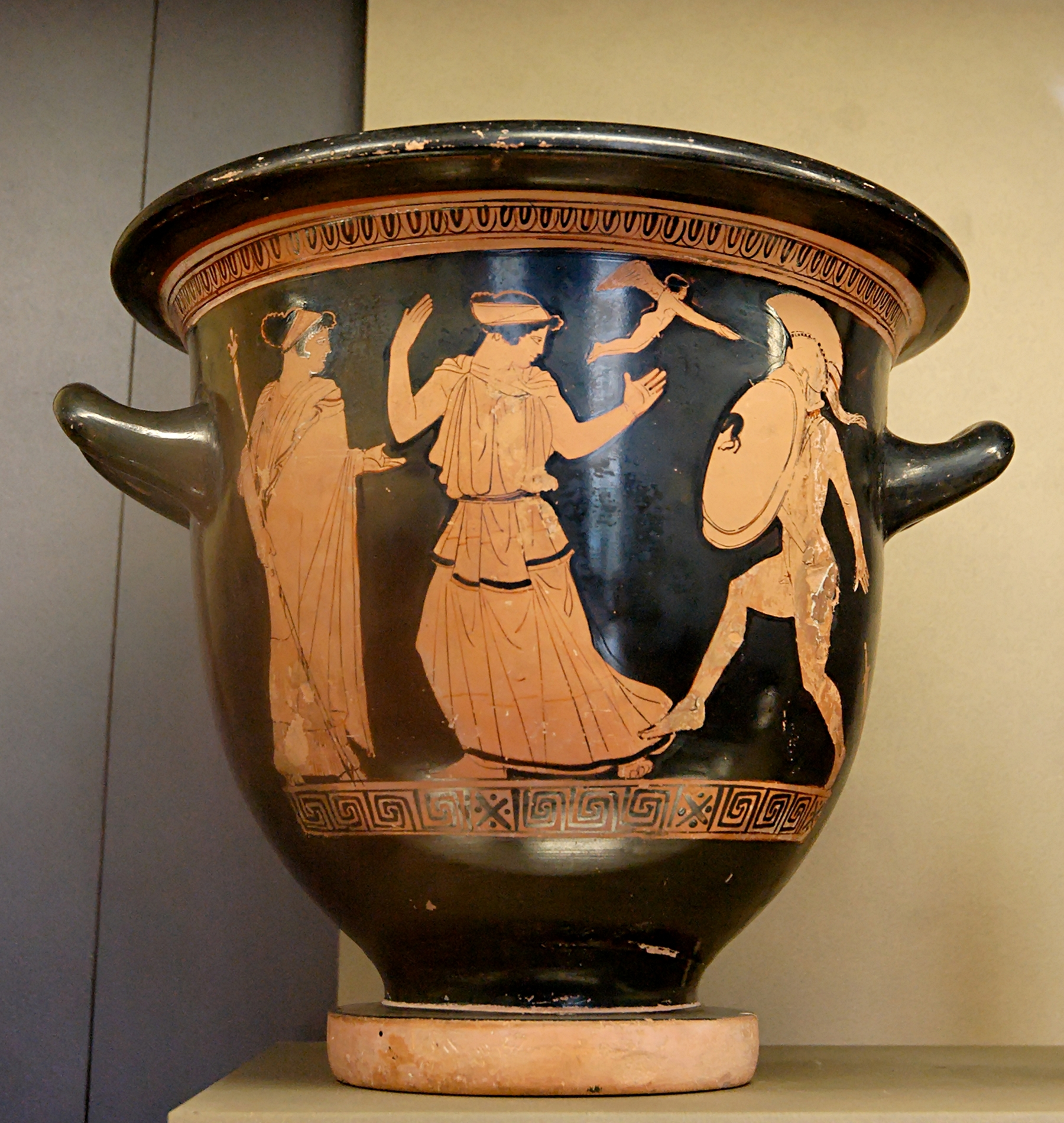
Durante il sacco di Troia, Menelao sta per uccidere Elena, ma è sopraffatto dall'amore per lei. Afrodite ed Eros guardano la scena. Cratere attico ritrovato ad Egnazia, Italia, 450-440 a.C.

Durante una sua assenza per un viaggio a Creta, Paride figlio di Priamo, grazie al volere di Afrodite, accolto alla corte di Sparta, infranse le regole dell'ospitalità greca (ξενία) e rapì Elena per condurla con sé a Troia.
Menelao chiese la restituzione della moglie ma, non avendola ottenuta, cominciò i preparativi della guerra contro Troia, con i più importanti principi greci condotti dal fratello Agamennone.
Nella lunga guerra sotto le mura di Troia, Menelao si coprì di gloria abbattendo un gran numero di nemici. Accettò la proposta dell'eroe troiano Ettore di porre fine alla guerra mediante un duello con Paride. Egli vinse nettamente contro l'avversario e l'avrebbe colpito a morte se Afrodite non gli avesse rapito l'avversario sotto gli occhi, avvolgendolo in una nube.
Quando Troia fu presa, Menelao, accompagnato da Ulisse, si affrettò verso la casa di Deifobo, che aveva sposato Elena dopo la morte di Paride, sopravvenuta nel frattempo. Menelao in persona uccise Deifobo; secondo una versione del racconto, egli si scaraventò con la spada sguainata anche contro Elena, con l'intenzione di punire l'adultera; ma Elena si scoprì il petto ed egli non mandò a compimento il suo proposito. Secondo un'altra versione, invece, fu Elena ad introdurre segretamente Menelao nella stanza di Deifobo, consentendogli così di ucciderlo e riconciliandosi con il marito di un tempo.

### Dopo la guerra di Troia
Finita la guerra, Menelao fu tra i primi a salpare alla volta della Grecia, insieme ad Elena e Nestore ma, dopo varie peripezie, raggiunse la patria solamente otto anni dopo. A differenza di quello del fratello, il suo matrimonio sarebbe da allora rimasto felice, tanto che avrebbe in seguito ospitato Telemaco partito alla ricerca del padre Ulisse, ed Elena, mentre tutti (Telemaco, Menelao, Pisistrato) piangevano al racconto delle sofferenze degli eroi della guerra e dei nòstoi, avrebbe versato filtri (phàrmaka) nel vino per indurli a dimenticare e a godere del racconto.
Nell'Elena di Euripide è narrata invece la versione del mito che sosteneva che Elena non fosse mai stata rapita da Paride, ma che a Troia si fosse recato un èidolon (un'immagine di lei); le conseguenze di questa versione si ripercuotono anche sulla figura di Menelao, che in tal caso avrebbe a lungo viaggiato per il Mediterraneo, trovando poi Elena in Egitto.

### La morte
Nell'Odissea il dio marino Proteo profetizzò che Menelao ed Elena erano destinati a non conoscere la morte, ma a venir condotti dagli dei nei Campi Elisi; secondo questa versione Menelao appare come una figura legata al mondo infero.
Secondo una versione diversa, invece, Menelao ed Elena si recarono nella Tauride, dove furono sacrificati da Ifigenia in onore della dea Artemide.

## Culto

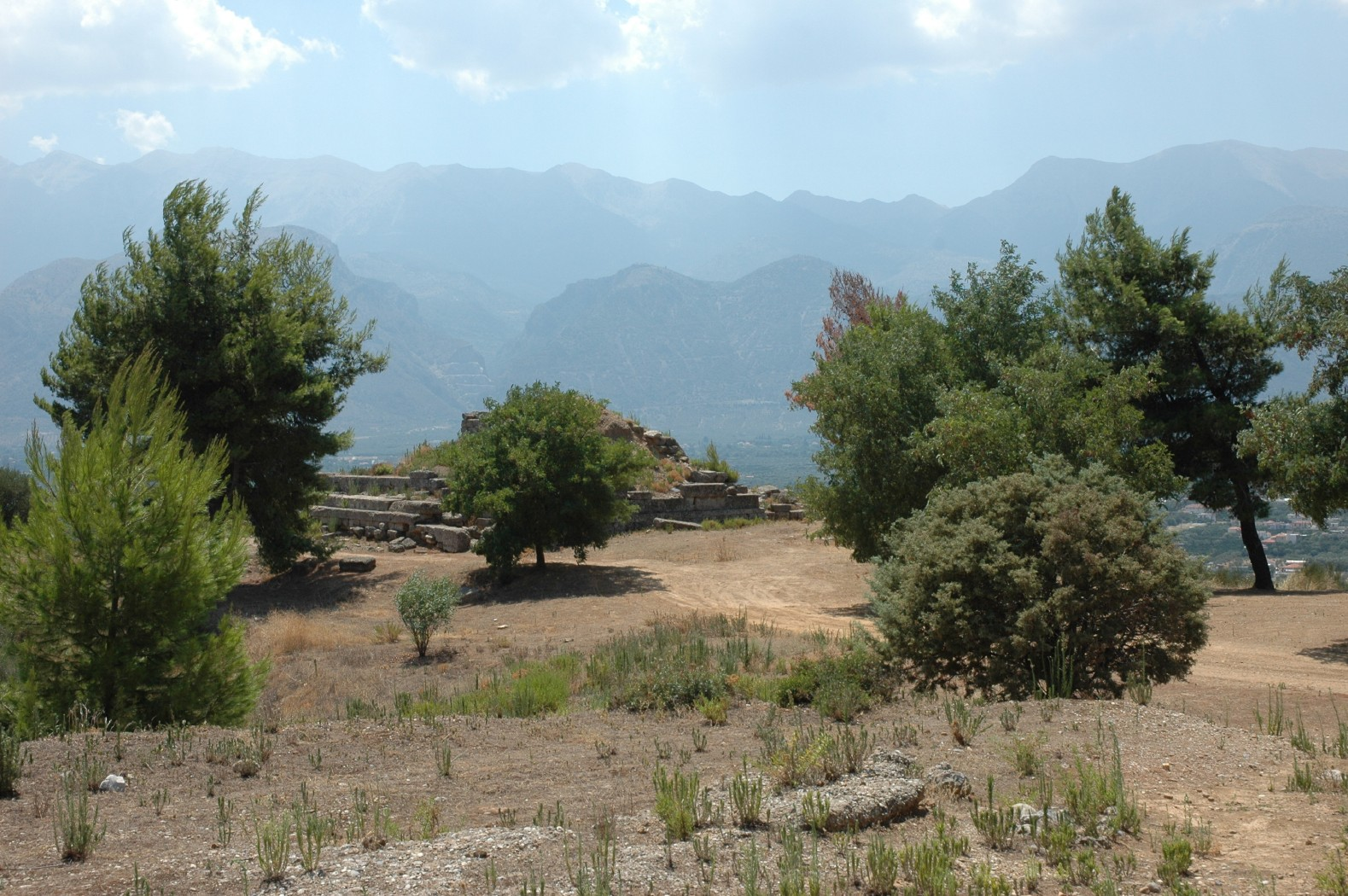
Rovine del santuario Menelàion sull'Eurota

Il culto di Menelao appare legato al mondo dell'oltretomba e lo vede strettamente unito ad Elena.
In Arcadia gli erano sacri un platano e una sorgente. A Terapne, sull'Eurota, aveva un santuario, dedicato in realtà ad Elena, ma noto come Menelàion, e qui Elena e Menelao erano celebrati come coppia regale infera.

## Presenze letterarie
Menelao è uno dei personaggi principali dell'Iliade omerica; il suo ritorno in patria e il suo lungo viaggio, durato otto anni, sono raccontati nell'Odissea (libro IV) e nella Palinodia di Stesicoro; Menelao compare inoltre fra i protagonisti delle Ciprie, dell'Aiace di Sofocle e delle Troiane di Euripide.
Tra le opere moderne, un dramma sull'incontro tra Menelao e Proteo fu scritto da Paul Claudel e musicato da Milhaud.

### Genealogia
|  |  |           |           |           |           |           |           |           |           |           |           |           |           |          |          |       |       |            |            | Tantalo    |            |            |            |        |        |              |              |              |              |              |              |        |        |           |           |           |           |           |           |         |         |         |         |  |  |  |  |
|  |  |           |           |           |           |           |           |           |           |           |           |           |           |          |          |       |       |            |            |            |            |            |            |        |        |              |              |              |              |              |              |        |        |           |           |           |           |           |           |         |         |         |         |  |  |  |  |
|  |  |           |           |           |           |           |           | Ippodamia | Ippodamia | Ippodamia | Ippodamia | Ippodamia | Ippodamia |          |          |       |       |            |            | Pelope     | Pelope     | Pelope     | Pelope     | Pelope | Pelope |              |              |              |              |              |              |        |        |           |           |           |           |           |           |         |         |         |         |  |  |  |  |
|  |  |           |           |           |           |           |           | Ippodamia | Ippodamia | Ippodamia | Ippodamia | Ippodamia | Ippodamia |          |          |       |       |            |            | Pelope     | Pelope     | Pelope     | Pelope     | Pelope | Pelope |              |              |              |              |              |              |        |        |           |           |           |           |           |           |         |         |         |         |  |  |  |  |
|  |  |           |           |           |           |           |           |           |           |           |           |           |           |          |          |       |       |            |            |            |            |            |            |        |        |              |              |              |              |              |              |        |        |           |           |           |           |           |           |         |         |         |         |  |  |  |  |
|  |  |           |           |           |           |           |           |           |           |           |           |           |           |          |          |       |       |            |            |            |            |            |            |        |        |              |              |              |              |              |              |        |        |           |           |           |           |           |           |         |         |         |         |  |  |  |  |
|  |  |           |           |           |           | Erope     | Erope     | Erope     | Erope     | Erope     | Erope     |           |           | Atreo    | Atreo    | Atreo | Atreo | Atreo      | Atreo      |            |            |            |            |        |        |              |              |              |              | Tieste       | Tieste       | Tieste | Tieste | Tieste    | Tieste    |           |           | Pelopia   | Pelopia   | Pelopia | Pelopia | Pelopia | Pelopia |  |  |  |  |
|  |  |           |           |           |           | Erope     | Erope     | Erope     | Erope     | Erope     | Erope     |           |           | Atreo    | Atreo    | Atreo | Atreo | Atreo      | Atreo      |            |            |            |            |        |        |              |              |              |              | Tieste       | Tieste       | Tieste | Tieste | Tieste    | Tieste    |           |           | Pelopia   | Pelopia   | Pelopia | Pelopia | Pelopia | Pelopia |  |  |  |  |
|  |  |           |           |           |           |           |           |           |           |           |           |           |           |          |          |       |       |            |            |            |            |            |            |        |        |              |              |              |              |              |              |        |        |           |           |           |           |           |           |         |         |         |         |  |  |  |  |
|  |  |           |           |           |           |           |           |           |           |           |           |           |           |          |          |       |       |            |            |            |            |            |            |        |        |              |              |              |              |              |              |        |        |           |           |           |           |           |           |         |         |         |         |  |  |  |  |
|  |  | Anassibia | Anassibia | Anassibia | Anassibia | Anassibia | Anassibia |           |           | Menelao   | Menelao   | Menelao   | Menelao   | Menelao  | Menelao  |       |       | Agamennone | Agamennone | Agamennone | Agamennone | Agamennone | Agamennone |        |        | Clitennestra | Clitennestra | Clitennestra | Clitennestra | Clitennestra | Clitennestra |        |        | Egisto    | Egisto    | Egisto    | Egisto    | Egisto    | Egisto    |         |         |         |         |  |  |  |  |
|  |  | Anassibia | Anassibia | Anassibia | Anassibia | Anassibia | Anassibia |           |           | Menelao   | Menelao   | Menelao   | Menelao   | Menelao  | Menelao  |       |       | Agamennone | Agamennone | Agamennone | Agamennone | Agamennone | Agamennone |        |        | Clitennestra | Clitennestra | Clitennestra | Clitennestra | Clitennestra | Clitennestra |        |        | Egisto    | Egisto    | Egisto    | Egisto    | Egisto    | Egisto    |         |         |         |         |  |  |  |  |
|  |  |           |           |           |           |           |           |           |           |           |           |           |           |          |          |       |       |            |            |            |            |            |            |        |        |              |              |              |              |              |              |        |        |           |           |           |           |           |           |         |         |         |         |  |  |  |  |
|  |  |           |           |           |           |           |           |           |           |           |           |           |           |          |          |       |       |            |            |            |            |            |            |        |        |              |              |              |              |              |              |        |        |           |           |           |           |           |           |         |         |         |         |  |  |  |  |
|  |  |           |           |           |           |           |           |           |           | Ifigenia  | Ifigenia  | Ifigenia  | Ifigenia  | Ifigenia | Ifigenia |       |       | Oreste     | Oreste     | Oreste     | Oreste     | Oreste     | Oreste     |        |        | Elettra      | Elettra      | Elettra      | Elettra      | Elettra      | Elettra      |        |        | Crisotemi | Crisotemi | Crisotemi | Crisotemi | Crisotemi | Crisotemi |         |         |         |         |  |  |  |  |